# OKASHII
OKASHII (яп. おかしい) — південнокорейський хіп-хоп гурт, що входить до складу Mine Field (лейбл під AP Alchemy), створений Джефрі Вайтом в 2018-му році. Із заснування гурту його склад змінився, наразі учасниками є Джефрі Вайт (Jeffrey White), Мейсон Гоум (MASON HOME), Раф Санду (Raf Sandou) і Метт (Matt).
Назву гурту придумав Раф Санду, що прожив 16 років в Японії. В перекладі з японської, слово (おかしい) означає дивакуватий, відмінний від норми, смішний, незвичний.

## Історія
В 2016 році Джефрі Вайт вступив на факультет фізичної культури в університет Йонсе, де протягом багатьох років існував хіп-хоп гурток до якого він приєднався, наступного року до гуртку приєднався і першокурсник факультету одягу і навколишнього середовища Раф Санду. Студенти, що займалися хіп-хопом в рамках гуртка, брали участь в різноманітній діяльності, цей хіп-хоп гурток мав назву RYU. Саме під цією назвою (Yonsei University RYU) можна знайти перші пісні Санду та Джефрі.
Пізніше до гурту приєднався Мейсон Гоум, разом із яким Раф Санду працював у коктейль-барі протягом трьох років. І разом з Мейсоном, його брат близнюк Пуллапбой, який переважно фотографується як модель для мерчу, займається режисерською діяльністю та записує фонові звуки для треків.
24 березня 2019 року відбувся реліз першого мікстейпу OKASHII під назвою 666. Того ж року, Раф Санду разом із Мейсоном і Levysnow випустили мініальбом Snippets. Пізніше Раф Санду випустив сольний мініальбом Mesmerized Parrots того ж року.
13 листопада 2020 року відбувся реліз першого повноформатного альбому — AGATHA.
В 2020 році Мейсон Гоум також випустив свій мініальбом HYPER DURAG. В 2021 вийшов фристайл «LOW LOW freestyle» від Мейсона.
Раф Санду звернув на себе увагу, коли у 2021 році взяв участь у створенні трека «BUSINESS IS BUSINESS», альбому Login Chillin Homie разом із продюсером Сонґуком, який і познайомив Рафа Санду зі Swings.
В 2022 році Джефрі Вайт випустив свій сингл під назвою «지금».
У вересні 2022 Vapo (учасник AP Alchemy) випустив трек «Wanna Know» з участю Мейсона.
В 2023 році Свінґс заявив, що цей рік — рік AP Alchemy, і саме цього року вдалося більше дізнатися про OKASHII, бо вони брали активну участь у створенні обох альбомів AP Alchemy, A side i P side. І вже 5 березня вийшла офіційна заява про приєднання OKASHII до лейблу, а також було випущено інтерв'ю, де Свінґс знайомить глядачів із гуртом та розповідає про плани на майбутнє.
Раф Санду також брав активну участь у створенні альбому BEIGE Kid Milli. Саме в цей час інтерес щодо особистості Санду виріс. Також Санду продюсував, і писав лірику в цьогорічному альбомі Юнхвей (YUNHWAY).
7 липня 2023 відбувся реліз другого повноформатного альбому OKASHII ANTIVANDALISM.
Також у цьому році у Мейсона, iico та Рона вийшов реліз під назвою «zZ».
11 листопада 2023 року OKASHII випустили альбом +.

## Учасники
Джефрі Вайт (англ. Jeffrey White, кор. 제프리 화이트) — Чон Теґьон, народився 02 вересня 1997 року. Колишні псевдоніми — San Dollar і TYKE. Є продюсером половини треків OKASHII.
Мейсон Гоум (англ. Mason Home, кор. 메이슨 홈) — Лі Тесок, народився 25 листопада 1998 року. Колишні псевдоніми — COKE KIXX.
Раф Санду (англ. Raf Sandou, кор. 라프 산두) — Чон Синхван, народився 22 січня 1999. Колишні псевдоніми — Cissé. Його нікнейм, Раф Санду, він придумав, коли купував одяг свого улюбленого бренду Raf Simons в Омотесандо, що в Японії.
Метт (англ. Matt, кор. 매트) — Кім Йонмін, народився 30 липня 2001 року. Він продюсер OKASHII та музичний інженер. До знайомства із Рафом Санду, деякий час був у складі Mine Field, після чого опинився в гурті[неавторитетне джерело].

### Колишні учасники
- Шін Мьонґин (honzadinner)
- Camel Jack (카멜잭) або Van Cleef
- Cold Bay

## Дискографія

### Альбоми
| Назва         | Деталі                                          |
| ------------- | ----------------------------------------------- |
| AGATHA        | - Випуск: 13 листопада 2020 - Лейбл: —          |
| ANTIVANDALISM | - Випуск: 07 липня 2023 - Лейбл: Mine Field     |
| +             | - Випуск: 11 листопада 2023 - Лейбл: Mine Field |
| ORTON         | - Випуск: 27 вересня 2024 - Лейбл: Mine Field   |

### Мікстейпи
- 666 (24.03.2019)

Також кожен з учасників має сольні проекти або треки у рамках співпраці з іншими виконавцями.